# Beata Lundqvist

Beata Lundqvist, rollporträtt - SMV - H6 022.

Beata Alexandra Lundqvist, gift Thyselius, född 17 februari 1862 i Stockholm (Adolf Fredrik), död 16 juni 1928 i Stockholm (Kungsholm), var en svensk skådespelare.
Hon utbildades vid Dramatens elevskola 1879–1881, och i Paris 1887. Hon var engagerad hos Josephson och Holmquist vid Nya Teatern 1881–1884, hos Albert Ranft och Sternvall-Skottes sällskap, på Folketeatret i Köpenhamn 1886. Hon ingick hon i det associationsföretag som hyrde Nya Teatern i Stockholm under för August Warberg, August Falck och Axel Collin 1887–1890.
Bland hennes roller fanns Drottningen i »De tre musketörerna», titelrollen i »Regina von Emmeritz», Desdemona i »Othello» och Konni i Edvard Brandes »Öfvermagt». 
Hon gifte sig 1890 med Erik Thyselius och avslutade då sin scenkarriär. Hon var sedan anställd av sin syster Anna Lundqvist vid »Th. Tjäders Inackorderingsbyrå» till 1906, och öppnade 1907 en egen fastighetsbyrå som hyrde ut och sålde bostäder.